# Kula Shaker
Kula Shaker is een Britse psychedelische-rockband uit de jaren 90.

## Geschiedenis

### Wat voorafging
In 1988, toen Crispian Mills (kleinzoon van Sir John Mills en zoon van actrice Hayley Mills en filmregisseur Roy Boulting) Alonza Bevan ontmoette op het Richmond College in Surrey, richtten ze een band op genaamd Objects of Desire. Ze runden toen ook een psychedelische nachtclub, Mantra Shack. Na de ontbinding van de band, in 1993, ging Mills backpacken in India, en bij terugkomst vormde hij een band (The Kays) met bassist Bevan, drummer Paul Winterhart, en vocalist Saul Dismont. Dismont verliet de band na een jaar en werd vervangen door organist Jay Darlington. Na twee jaar toeren en platen opnemen had de band nog geen succes.

### Het succes
De band veranderde van naam en richting in 1995 toen Mills een ingeving kreeg dat de groep de naam moest aannemen van Kula Shaker naar een Indiase koning uit de 9de eeuw Kulashekhara en een meer spirituele richting op moest gaan. In september 1995 won Kula Shaker het "In The City"-contest (samen met Placebo), wat resulteerde in een contract met Columbia Records. Een debuutsingle, Tattva (Lucky 13 Mix) kwam uit in maart 1995 gevolgd door Grateful When You're Dead in april 1996. De band had hiermee succes en haar bekendheid ging omhoog met de derde (hit)single Hey Dude, die in augustus de tweede plaats bereikte in de Britse hitlijsten. In oktober kwam hun debuutalbum K uit, dat een van de snelst verkopende debuutalbums was na Oasis' Definitely Maybe. De vierde hitsingle van dat album was Govinda. In februari 1997 hadden ze hun grootste hit door het lied Hush van Deep Purple te coveren (oorspronkelijk door Joe South). Dit lied werd gebruikt op de soundtrack van de film "I Know What You Did Last Summer". In 1997 kwam de ep, Summer Sun, met 6 tracks die alle B-kantjes waren van de eerdere singles. In april 1998 kwam de single Sound of Drums uit, die de derde plaats haalde in de Britse hitlijsten.

### Nadagen
In februari 1999 kwam de single "Mystical Machine Gun" uit van het nieuwe album: Peasants, Pigs & Astronauts dat in maart uitkwam. Het succes was minder dan het eerste album. Op 26 april 1999 gaven ze een concert in 013, Tilburg. In september 1999 werd de band opgeheven.

### Na de split
Na het uiteenvallen werd drummer Paul Winter-Hart lid van de band Thirteen:13, die in 2001 ophield te bestaan. Hij drumde ook op een album van Aqualung.
Jay Darlington werd toetsenist van Oasis in 2002. Bassist Alonza Bevan werd lid van Johnny Marr and the Healers in 2000, en had daarmee weinig succes. Zanger Crispian Mills nam in 2000 een soloalbum op. In 2001 nam hij met een nieuw gevormde band The Jeevas een album op. The Jeevas hadden succes in Japan maar weinig succes in het Verenigd Koninkrijk. Ze namen in totaal twee albums op.

### Heroprichting
In december 2002 kwam van Kula Shaker een greatest hits-album uit genaamd Kollected - The Best of Kula Shaker, met een cover van Bob Dylans Ballad of a Thin Man, die werd gebruikt op een soundtrack van de film Stoned met Leo Gregory uit 2005.
Nadat Mills in 2004 aan een liefdadigheidsalbum had gewerkt met Beevan en Winterhart die drums speelde, beviel hem dat zo goed dat besloten werd tot heroprichting van Kula Shaker. Ook Darlington werd gevraagd maar wees het aanbod af. In 2005 werd duidelijk dat de herformatie van Kula Shaker permanent zou zijn. In december 2005 traden ze weer op en in 2006 werd een ep Revenge of the Kings uitgebracht. In augustus 2007 verscheen het nieuwe album Strangefolk. In Nederland gaven ze in september 2006 een concert in de Melkweg in Amsterdam.
In juni 2008 trad de band op op het gratis festival Parkpop in Den Haag.
In 2015 nemen de mannen van Kula Shaker een nieuw album op: "K 2.0". Dit verscheen in februari 2016. Aansluitend aan de release tourde de band met o.a. een optreden in Paradiso, Amsterdam op 21 februari.
In 2022 verschijnt het album "1st Congregational Church of Eternal Love (And free Hugs)" gevolgd door een optreden in augustus 2023 in het Bostheater van het Amsterdamse Bos.

## Discografie
- K, 1996  - In 1997 hernieuwde release in dubbel-cd-uitvoering, met op 2e cd de single 'Hush'.
- Summer Sun, ep, 1997
- Peasants, Pigs, and Astronauts, 1999
- Kollected - The Best of, 2002
- The Revenge of the King, ep, 2006
- Freedom Lovin' People, ep, 2007
- Strangefolk, 2007
- Pilgrims Progress, 2010
- K 2.0 2016
- 1st Congregational Church of Eternal Love (And free Hugs) 2023